# 王海亮
王海亮（1954年—），山西运城人，汉族，中华人民共和国政治人物、第十一届全国人民代表大会云南地区代表。
毕业于空军政治学院经济管理专业，是中共党员。担任武警云南总队政委。2008年起担任全国人大代表。